# Menjamel galtablanc
El menjamel galtablanc (Anthochaera lunulata) és una espècie d'ocell de la família dels melifàgids (Meliphagidae) que habita boscos poc densos del sud-oest d'Austràlia Occidental.